# 트레키

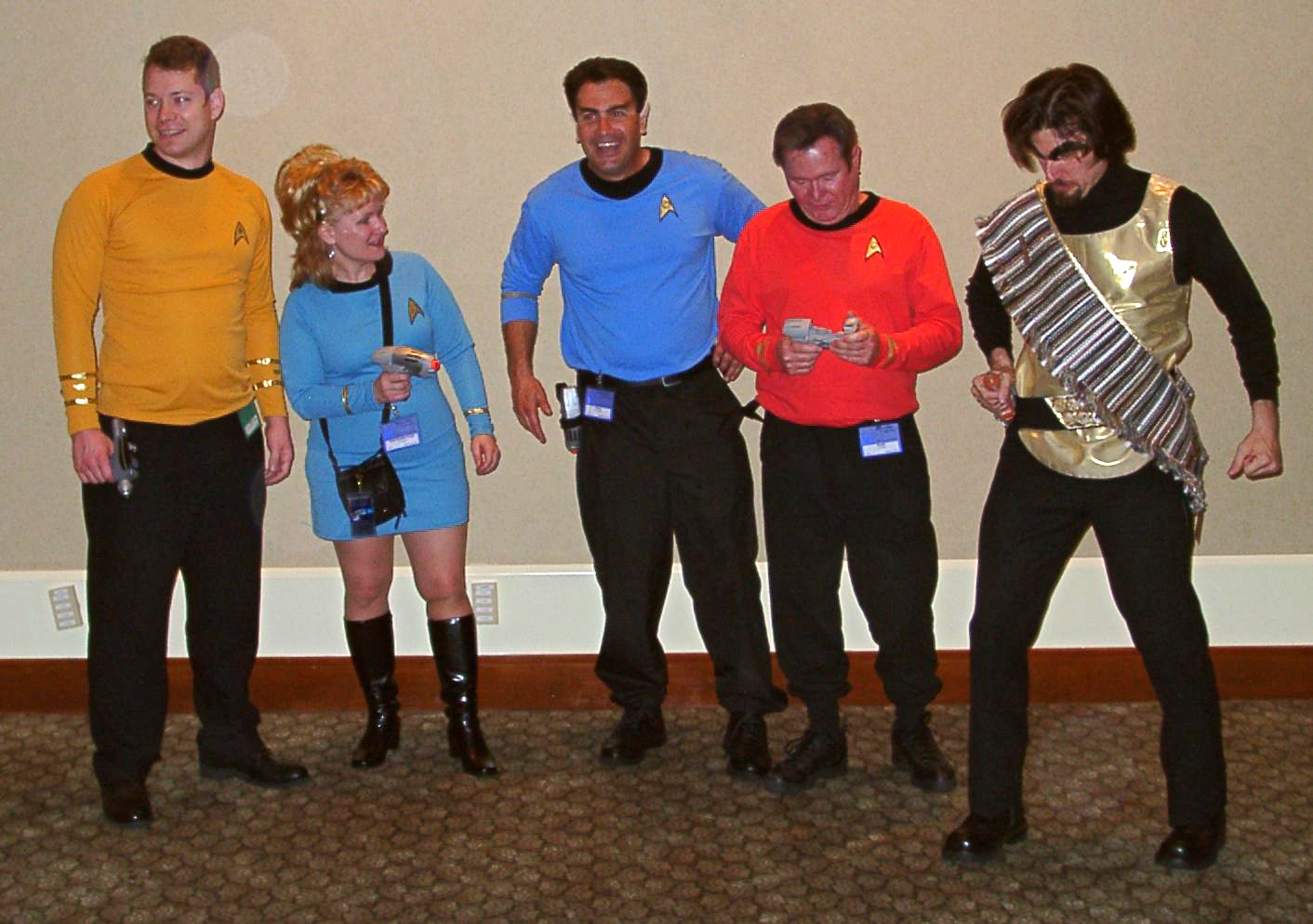
코스프레한 트레키들

트레키(Trekkie) 또는 트레커(Trekker)는 《스타 트렉》 시리즈의 열성적인 팬의 총칭이다. 미국 뿐만 아니라 전 세계에 존재한다. 팬층도 나이, 성별 등을 불문하고 넓다. 트레키는 부정적인 뉘앙스가 있으며, 트레커는 팬끼리의 교류를 적극적으로 하며 절도있는 행동을 취하는 팬을 지칭하는 뉘앙스가 있다.

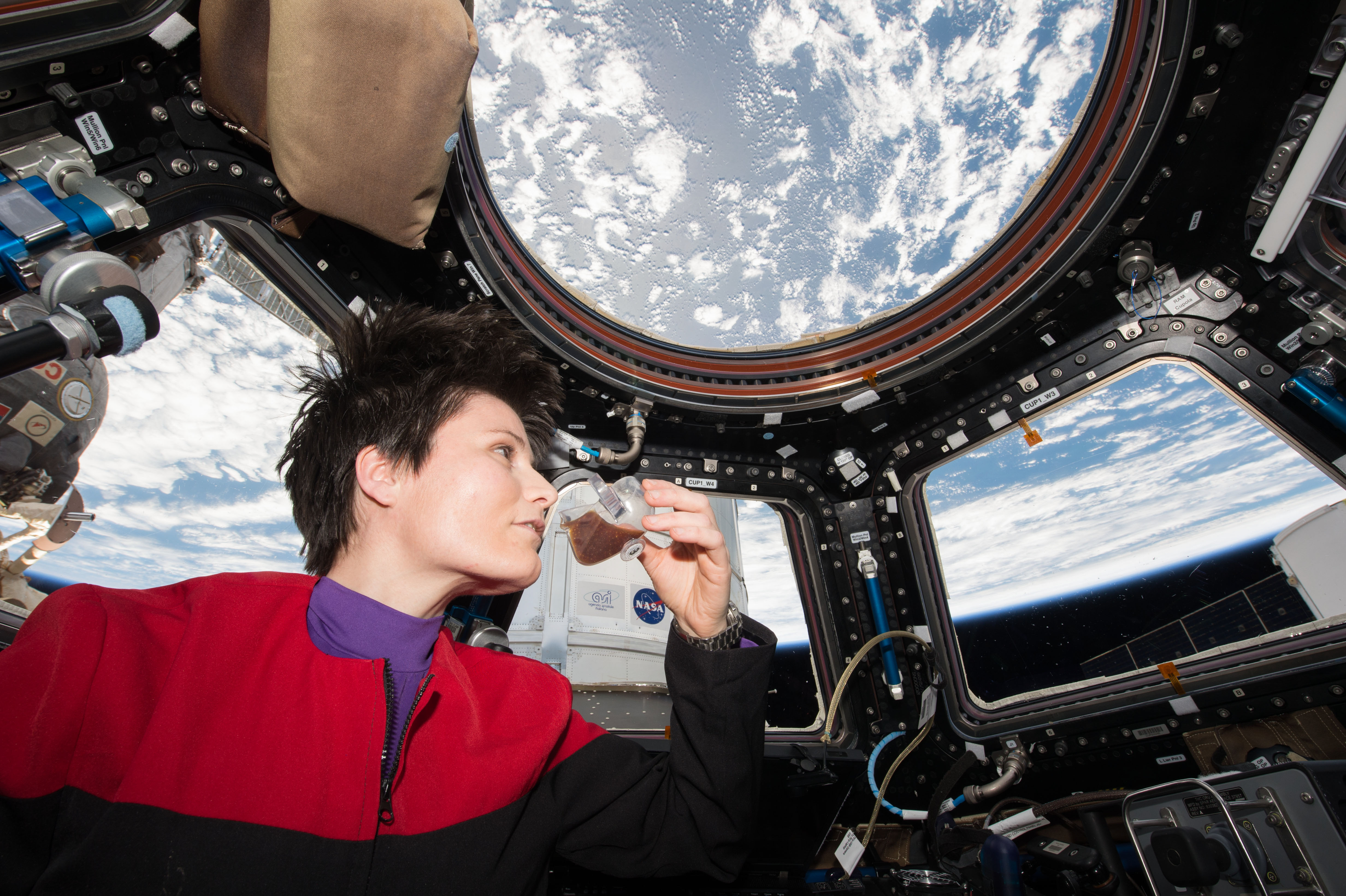
ISS-43 [Samantha Cristoforetti]는 스타 트랙 (Star Trek) 유니폼을 착용하면서 큐폴라에서 커피를 마신다.